# ماویه (ملکه)
ماویه رهبر زن قبایل عرب تنوخ در بلاد الشام و سرزمین‌های مجاور بود که پس از فوت همسرش ریاست این مجمع القبائل بزرگ را عهده دار گشت و بسبب نبردهای خود با نیروهای ارتش روم شرقی در عهد امپراتور والنس در طی سالهای (۳۷۴-۳۷۸ میلادی) و ناآرام کردن سرزمین‌های سوریه و لبنان و فلسطین امروزی و همچنین بخشهایی از خاک مصر در نزد رومیان معروف گشت و در منابع رومی با نام‌های Mawia،Mawaiو Mawaiyذکر گردیده است.

## علت قیام ماویه
امپراتور والنس پس از گرویدن به مذهب آریوسی خواست تا این مذهب را بعنوان مذهب رسمی مسیحیت در تمامی امپراتوری روم شرقی (بیزانس) قرار داده که این امر باعث خشم قبایل مسیحی عرب ارتدکس و از جمله تنوخ و رهبر وقت آنان ملکه ماویه گشت و لذا تصمیم به نبرد مسلحانه با امپراتوری بیزانس گرفته و توانست در طی نبردهای مختلف توان نیروهای رومی را مضمحل کرده و همچنین در طی جنگی بزرگ بر نیروهایی که توسط امپراتور والنس و شخصاً توسط فرمانده‌ی کل نیروهای شرق امپراتوری بیزانس فرماندهی میشد فائق آید.سرانجام که نیروهای رومی چاره‌ای جز صلح با ماویه ندیدند حاضر گشتند که خواسته‌های او را قبول کرده و از نشر مذهب آریوسی در بین قبائل عرب ارتدکس سرزمین‌های شام خودداری کنند و یک راهب مسیحی ارتدکس به نام موسی از قبیله‌ی تنوخ را که توسط خود ماویه پیشنهاد شده بود بعنوان اسقف کلیسای دمشق برگزینند.